# Шак, Бруклин
Бруклин Шак (англ. Brooklyn Shuck) — американская актриса театра и мюзиклов.

## Карьера
Шак дебютировала в театре в качестве дублёра в бродвейской постановке «Энни» и была назначена на роль Кейт, пока шоу не было закрыто в 2014 году. После этого она участвовала в мюзикле «На пляже», в роли маленькой Берти, а затем исполнила данную роль в театре «Друри-Лейн». С августа 2014 по май 2015 года участвовала в главной роли в мюзикле «Матильда», разделяя её с тремя юными актрисами.
В 2016 году участвовала в мюзикле «Бессмертные».
Шак в настоящее время (по состоянию на 2021 год) играет Линн Бушар в сериале  CBS «Зло» 

## Личная жизнь
Родилась в Лексингтон, в штате Кентукки, но сейчас проживает в Нью-Йорк Сити. Её отец ТиДжей был главным метеорологом телеканала WKYT-TV. Имеет двух старших сестёр, которые также являются актрисами.

## Театр
| Год     | Название                      | Роль                 | Примечания                                           |
| ------- | ----------------------------- | -------------------- | ---------------------------------------------------- |
| 2013-14 | Энни                          | Свинг                | Palace Theatre 5 февраля 2013 — 4 января 2014        |
| 2013-14 | Энни                          | Кейт                 | Palace Theatre 5 февраля 2013 — 4 января 2014        |
| 2014-15 | Матильда                      | Матильда Уормвуд     | Sam S. Shubert Theatre 31 августа 2014 — 23 мая 2015 |
| 2015    | На пляже                      | Маленькая Берти/Нина | Друри-Лейн 24 июня-16 августа 2015                   |
| 2016    | Бессмертные                   | Дублёр Винни         | Broadhurst Theatre 31 марта — 26 мая 2019            |
| 2018    | Гарри Поттер и Проклятое дитя | Лили Луна Поттер     | Лирик 16 марта — 2 сентября 2018                     |
| 2018    | Паромщик                      | Нуала «Нуну» Карни   | театр Бернарда Джекобса 2 октября 2018               |

## Телевидение
| Год       | Название    | Роль                                           | Примечание |
| --------- | ----------- | ---------------------------------------------- | ---------- |
| 2018      | Школа драмы | Сэди Маццучели                                 |            |
| 2019–2021 | Зло         | Линн Бушар, старшая дочь доктора Кристен Бушар |            |